# خسرویه (کارون)
خسرویه، روستایی در دهستان قلعه چنعان بخش مرکزی شهرستان کارون در استان خوزستان ایران است.

## جمعیت
بر پایه سرشماری عمومی نفوس و مسکن در سال ۱۳۹۵، جمعیت این روستا ۹۱ نفر (۲۱ خانوار) بوده است.